# 1 (musikalbum av The Beatles)
1 är ett samlingsalbum, utgivet den 13 november 2000, med den brittiska musikgruppen The Beatles. På skivan finns de flesta hitsinglar släppta av The Beatles åren 1962–70. De enda listettor från Storbritannien eller USA som saknas är Please Please Me och Strawberry Fields Forever.

## Låtlista
Alla låtar är skrivna av Lennon/McCartney om inget annat anges.
1. "Love Me Do" – 2:22
  - Inspelad 11 september 1962 på EMI Studios, Abbey Road, London
  - UK singel 5 oktober 1962
  - US singel 27 april 1964, #1 i en vecka (30 maj)
2. "From Me to You" – 1:56
  - Inspelad 5 mars 1963, Abbey Road
  - UK singel 11 april 1963, #1 i sju veckor (2 maj – 19 juni)
  - US singel 27 maj 1963
3. "She Loves You" – 2:17
  - Inspelad 1 juli 1963, Abbey Road
  - UK singel 23 augusti, #1 i sex veckor (12 september – 9 oktober, 28 november – 5 december)
  - US singel 16 september 1963, #1 i två veckor (21 & 28 mars 1964)
4. "I Want to Hold Your Hand" – 2:24
  - Inspelad 17 oktober 1963, Abbey Road
  - UK singel 29 november 1963, #1 i fem veckor (12 december 1963 – 15 januari 1964)
  - US singel 26 december 1963, #1 i sju veckor (1 februari – 20 mars 1964)
5. "Can't Buy Me Love" – 2:11
  - Inspelad 29 januari 1964 på Pathé Marconi, Paris
  - UK singel 20 mars 1964, #1 i tre veckor (2–22 april)
  - US singel 16 mars 1964, #1 i fem veckor (4 april – 8 maj)
6. "A Hard Day's Night" – 2:32
  - Inspelad 16 april 1964, Abbey Road
  - UK singel 10 juli 1964, #1 i tre veckor (23 juli – 12 augusti)
  - US singel 13 juli 1964, #1 i två veckor (1 & 8 augusti)
7. "I Feel Fine" – 2:18
  - Inspelad 18 oktober 1964, Abbey Road
  - UK singel 27 november 1964, #1 i fem veckor (10 december 1964 – 13 januari 1965)
  - US singel 23 november 1964, #1 i tre veckor (26 december 1964 – 15 januari 1965)
8. "Eight Days a Week" – 2:43
  - Inspelad 6 & 18 oktober 1964, Abbey Road
  - US singel 15 februari 1965, #1 i två veckor (13 & 20 mars)
9. "Ticket to Ride" – 3:10
  - Inspelad 15 februari 1965, EMI Studios, London
  - UK singel 9 april 1965, #1 i tre veckor (22 april – 6 maj 1965)
  - US singel 19 april 1965, #1 i en vecka (22 maj 1965)
10. "Help!" – 2:18
  - Inspelad 13 april 1965, Abbey Road
  - UK singel 23 juli 1965, #1 i tre veckor (5–25 augusti)
  - US singel 19 juli 1965, #1 i tre veckor (4–24 september)
11. "Yesterday" – 2:03
  - Inspelad 14 & 17 juni 1965, Abbey Road
  - US singel 13 september 1965, #1 i fyra veckor (9 oktober – 5 november)
12. "Day Tripper" – 2:46
  - Inspelad 16 oktober 1965, Abbey Road
  - UK singel 3 december 1965, #1 i fem veckor (16 december 1965 – 19 januari 1966)
  - US singel 6 december 1965
13. "We Can Work It Out" – 2:15
  - Inspelad 20 & 29 oktober 1965, Abbey Road
  - UK singel 3 december 1965, #1 i fem veckor (16 december 1965 – 19 januari 1966)
  - US singel 6 december 1965, #1 i tre veckor (8, 15 & 29 januari 1966)
14. "Paperback Writer" – 2:18
  - Inspelad 13 april 1966, EMI Studios, London
  - UK singel 10 juni 1966, #1 i två veckor (23–30 juni 1966)
  - US singel 30 maj 1966, #1 i två veckor (25 juni & 2 juli 1966)
15. "Yellow Submarine" – 2:38
  - Inspelad 26 maj & 1 juni 1966, EMI Studios, London
  - UK singel 5 augusti 1966, #1 i fyra veckor (18 augusti – 8 september 1966)
16. "Eleanor Rigby" – 2:06
  - Inspelad 28–29 april & 6 juni 1966, EMI Studios, London
  - UK singel 5 augusti 1966, #1 i fyra veckor (18 augusti – 8 september 1966)
17. "Penny Lane" – 3:03
  - Inspelad 29 december 1966 – 17 januari 1967, EMI Studios, London
  - UK singel 17 februari 1967
  - US singel 13 februari 1967, #1 i en vecka (18 mars 1967)
18. "All You Need Is Love" – 3:47
  - Inspelad 14 & 25 juni 1967, Olympic & EMI Studios, London
  - UK singel 7 juli 1967, #1 i tre veckor (19 juli – 2 augusti 1967)
  - US singel 17 juli 1967, #1 i en vecka (19 augusti 1967)
19. "Hello, Goodbye" – 3:27
  - Inspelad 2 oktober – 2 november 1967, Abbey Road
  - UK singel 24 november 1967, #1 i sju veckor (6 december 1967 – 17 januari 1968)
  - US singel 27 november 1967, #1 i tre veckor (30 december 1967 – 13 januari 1968)
20. "Lady Madonna" – 2:16
  - Inspelad 3 & 6 februari 1968, EMI Studios, London
  - UK singel 15 mars 1968, #1 i tvåveckor (27 mars – 3 april 1968)
21. "Hey Jude" – 7:05
  - Inspelad 31 juli 1968, Trident Studios, London
  - UK singel 30 augusti 1968, #1 i två veckor (11–18 september 1968)
  - US singel 26 augusti 1968, #1 i nio veckor (28 september – 23 november 1968)
22. "Get Back" – 3:14
  - Inspelad 27 januari 1969
  - UK singel 11 april 1969, #1 i sex veckor (23 april – 28 maj 1969)
  - US singel 5 maj 1969, #1 i fem veckor (24 maj – 21 juni 1969)
23. "The Ballad of John and Yoko" – 2:59
  - Inspelad 14 april 1969, EMI Studios, London
  - UK singel 30 maj 1969, #1 i tre veckor (11–25 juni 1969)
24. "Something" (George Harrison) – 3:01
  - Inspelad 25 februari 1969, EMI Studios, London
  - UK singel 31 oktober 1969
  - US singel 6 oktober 1969, #1 i en vecka (29 november 1969)
25. "Come Together" – 4:18
  - Inspelad 21 juli 1969, EMI Studios, London
  - UK singel 31 oktober 1969
  - US singel 6 oktober 1969, #1 i en vecka (29 november 1969)
26. "Let it Be" – 3:50
  - Inspelad 31 januari 1969, Apple; 30 april 1969 & 4 januari 1970, Abbey Road
  - UK singel 6 mars 1970
  - US singel 11 mars 1970, #1 i två veckor (11 & 18 april)
27. "The Long and Winding Road" – 3:37
  - Inspelad 26 & 31 januari 1969, Apple och 1 april 1970, Abbey Road
  - US singel 11 maj 1970, #1 i två veckor (13 & 20 juni)